# Kościół św. Antoniego z Padwy w Kiełczygłowie
Kościół św. Antoniego z Padwy w Kiełczygłowie – świątynia rzymskokatolicka przy ul. ks. Józefa Jansona w Kiełczygłowie, w powiecie pajęczańskim.

## Historia
Do XX wieku katoliccy mieszkańcy Kiełczygłowa należeli do Parafii św. Rocha w Rząśni. Pozwolenie na wybudowanie nowego kościoła wydał ordynariusz włocławski Stanisław Zdzitowiecki w 1924 roku. Ziemia pod nowy kościół była darowizną Józefa Grabarczyka. Nową parafię erygowano 21 sierpnia 1924 roku.
Pierwszy administrator ks. Antoni Wróbel przybył  17 maja 1924 roku. W okresie letnim wzniesiono tymczasowy drewniany kościół o wymiarach 20 x 9 m. Uroczyste wprowadzenie księdza do kościoła miało miejsce 13 października 1924 roku. W 1930 roku zakupiono trzy dzwony odlane w Odlewni dzwonów Jana Felczyńskiego. W 1938 roku na terenie parafii mieszkało: 4124 katolików, 263 żydów i 7 protestantów. W 1938 nastąpiła wymiana proboszcza. W czasie II wojny światowej proboszczem kiełczygłowskim był formalnie ks. Stanisław Dąbrowski, który jednak nie przebywał na jej terenie. Niemcy zamienili kościół w punkt zborny i więzienie dla Żydów, następnie przejściowe schronisko dla repatriantów z Rosji Sowieckiej. Dzwony zostały zrabowane i wywiezione do Niemiec. Skradziono również obicia drewniane z sufitu i chóru.
W 1945 roku do parafii przybył ks. Józef Janson. 21 lipca 1946 roku odbyło się referendum dotyczące kwestii budowy nowego kościoła. Autorem projektu był inż. arch. Stanisław Pospieszalski. Prace budowlane rozpoczęto w sierpniu 1946 roku. Od 10 stycznia 1949 do 9 stycznia 1953 roku proboszcz Janson był uwięziony przez władze komunistyczne. Kamień węgielny poświęcił bp Stanisław Czajka 16 października 1949 roku, on też dokonał wyboru świętego patrona. Krycie dachu ukończono 31 sierpnia 1954 roku. Budynek oddano w stanie surowym w 1955 roku. Kościół poświęcił bp Zdzisław Goliński 13 czerwca 1957 roku.
Marmury i granity w wystroju pochodzą z poniemieckiego cmentarza w Szczecinie, który zamieniono na park miejski. Większość z nich trafiła do wznoszonego w Warszawie Pałacu Kultury i Nauki, część zakupił i sprowadził do Kiełczygłowa w sierpniu 1954 roku.
Prezbiterium odnowiono w 2007 roku według projektu paulistki s. Maristelly Sienickiej. Nowy ołtarz i tabernakulum poświęcił abp Stanisław Nowak 13 czerwca 2007 roku. 13 czerwca 2008 roku nastąpiło wprowadzenie relikwii św. Antoniego ex cute.
Organy, zbudowane w 1888 przez firmę z Wrocławia, pochodzą z poprotestanckiego kościoła z Ziem Odzyskanych. Sprowadzono je do Kiełczygłowa  po 1954 roku. Ich remont i konserwację przeprowadzono w 2005 roku.

## Architektura
Kościół parafialny w Kiełczygłowie jest przykładem architektury postmodernistycznej. Wzniesiony został z cegły. Posiada budowę trójnawową. Nawa główna, wysoka na ok. 12 m, jest szeroka na 8 m. Nawy boczne są szerokości ok. 3 m. Prezbiterium ma długość 9,3 m i szerokość 8,5 m. Do kościoła przylegają zakrystia i sala katechetyczna. Wieża kościoła ma wysokość 18 m, zwieńczona jest metalowym krzyżem.

## Wystrój
Kościół zdobią polichromie oraz stacje Drogi krzyżowej wykonane metodą sgraffito autorstwa inż. Stanisława Pospieszalskiego. Polichromie przedstawiają sceny z Żywotu św. Antoniego z Padwy.

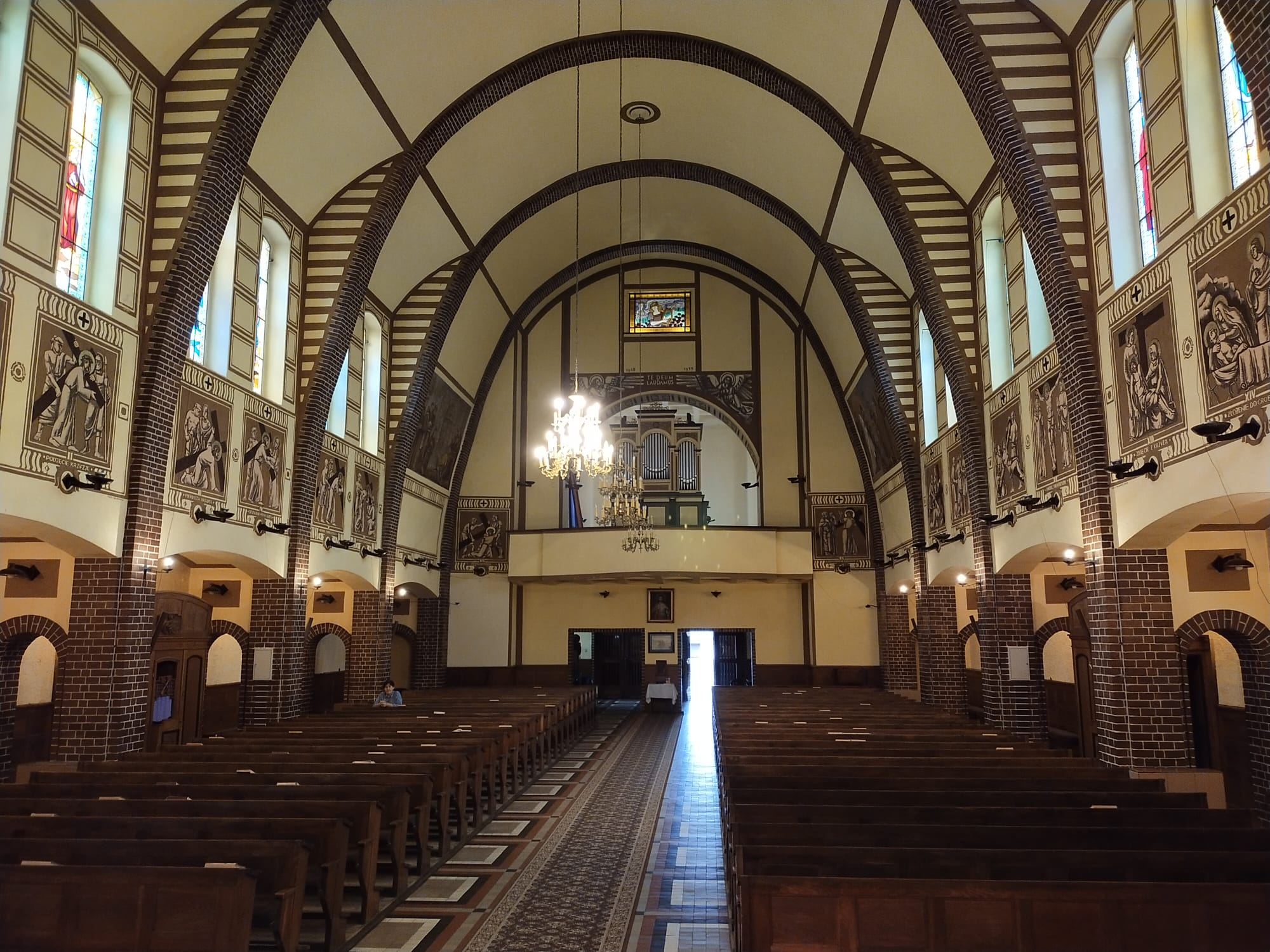
Nawa i chór
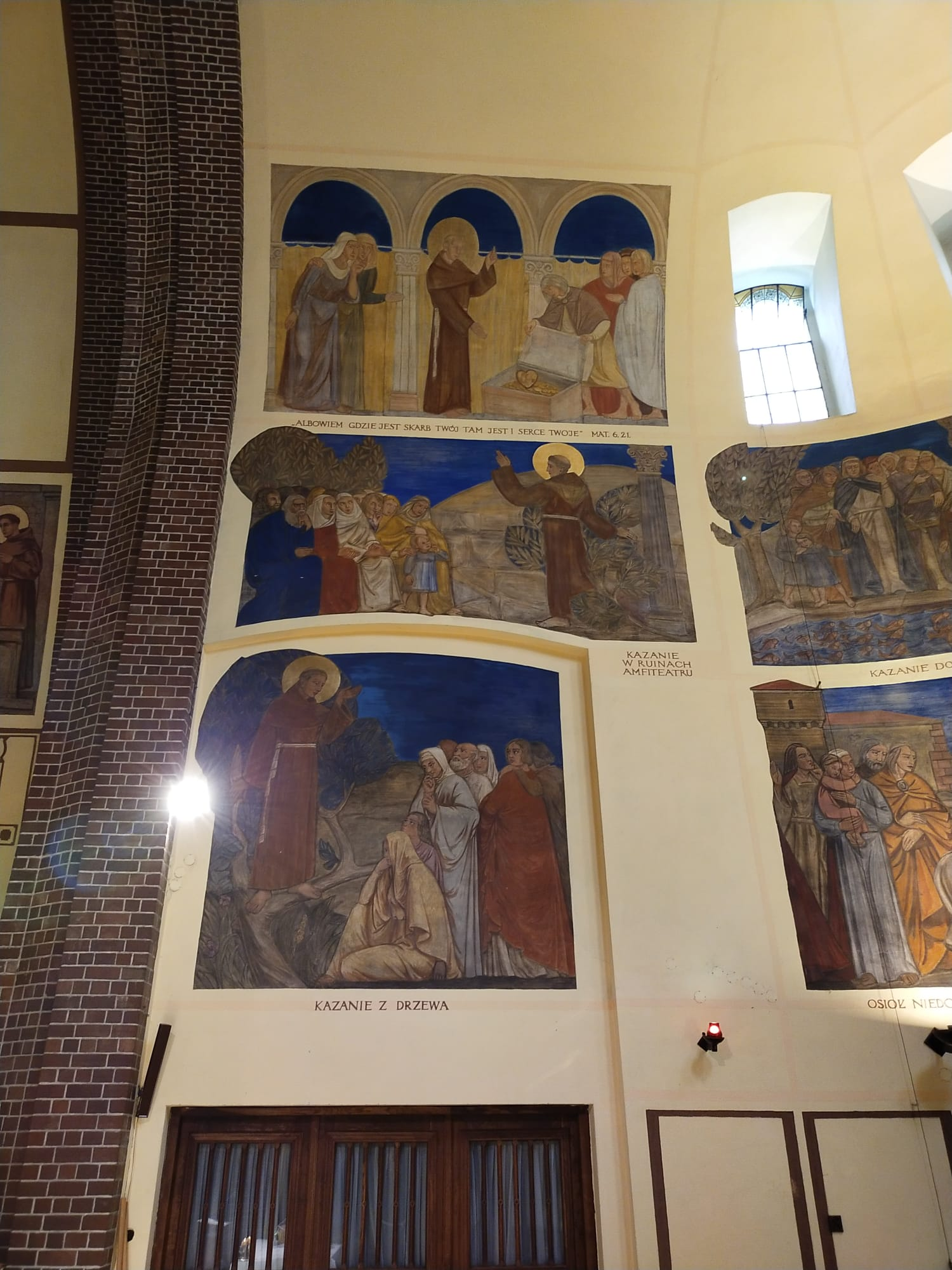
Polichromie
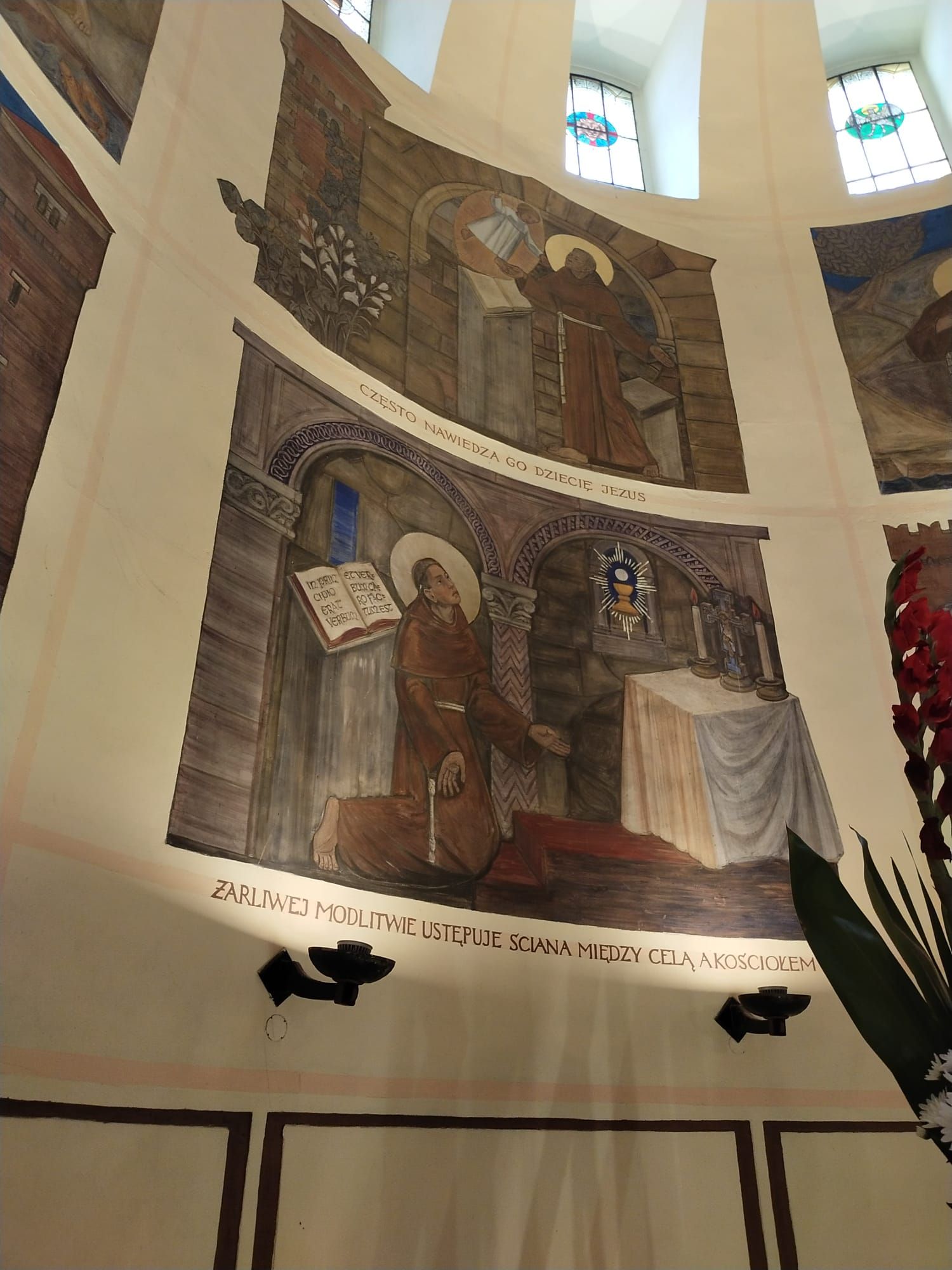
Polichromie